# Kung Fu Panda 3 (soundtrack)
Kung Fu Panda 3 is de originele soundtrack van de film met dezelfde naam, gecomponeerd door Hans Zimmer. Het album werd uitgebracht op 22 januari 2016 door Sony Classical.
Het album bevat dezelfde muziekstijl als de muziek van voorgaande delen. Op 25 juli 2014 werd door Film Music Reporter bekendgemaakt dat Zimmer zal terugkeren zonder John Powell die met de vorige delen nog wel mee componeerde. Lorne Balfe en Paul Mounsey nemen wel deel met het leveren van een kleine bijdragen aan het album. De Chinese pianist Lang Lang speelde piano op de nummers "Oogway's Legacy", "Portrait of Mom" en "Po Belongs". Het nummer "Kung Fu Fighting (Celebration Time)" is een bewerking van het origineel "Kung Fu Fighting" van Carl Douglas. Met dit nummer was Dee Lewis Clay de vocalist. Het orkest stond onder leiding van Gavin Greenaway en het koor werd begeleid door Matt Dunkley.
De opnames vonden plaats in de Abbey Road Studios, Air Lyndhurst Hall, Remote Control Productions en Shanghai Broadcast Studio.

## Bezetting
- Mark Berrow - viool
- Peter Gregson - elektrische en akoestische cello
- Karen Kan - erhu
- Lang Lang - piano

## Nummers
| Nr. | Titel                                                                                           | Componist(en)                                                                                  | Duur |
| --- | ----------------------------------------------------------------------------------------------- | ---------------------------------------------------------------------------------------------- | ---- |
| 1   | Oogway's Legacy                                                                                 | Hans Zimmer                                                                                    | 2:00 |
| 2   | Hungry for Lunch                                                                                | Hans Zimmer & Lorne Balfe                                                                      | 1:15 |
| 3   | The Power of Chi                                                                                | Hans Zimmer & Lorne Balfe                                                                      | 4:12 |
| 4   | The Arrival of Kai                                                                              | Hans Zimmer & Paul Mounsey                                                                     | 2:11 |
| 5   | A New Father                                                                                    | Hans Zimmer & Paul Mounsey                                                                     | 3:13 |
| 6   | The Hall of Heroes                                                                              | Hans Zimmer, Lorne Balfe & Paul Mounsey                                                        | 1:15 |
| 7   | The Legends of Kai                                                                              | Hans Zimmer, Lorne Balfe & Paul Mounsey                                                        | 4:01 |
| 8   | The Panda Village                                                                               | Hans Zimmer & Lorne Balfe                                                                      | 3:39 |
| 9   | Mei Mei's Ribbon Dance                                                                          | Lorne Balfe                                                                                    | 2:05 |
| 10  | Jaded                                                                                           | Hans Zimmer, Lorne Balfe & Paul Mounsey                                                        | 3:54 |
| 11  | How to Be a Panda                                                                               | Hans Zimmer & Lorne Balfe                                                                      | 1:53 |
| 12  | Portrait of Mom                                                                                 | Lorne Balfe                                                                                    | 1:48 |
| 13  | Po Belongs                                                                                      | Hans Zimmer & Paul Mounsey                                                                     | 2:52 |
| 14  | Kai Is Closer                                                                                   | Hans Zimmer & Lorne Balfe , Mounsey                                                            | 3:15 |
| 15  | Two Fathers                                                                                     | Hans Zimmer, Lorne Balfe & Paul Mounsey                                                        | 3:11 |
| 16  | The Battle of Legends                                                                           | Hans Zimmer & Lorne Balfe                                                                      | 3:31 |
| 17  | The Spirit Realm                                                                                | Hans Zimmer, Lorne Balfe & Paul Mounsey                                                        | 3;18 |
| 18  | The Dragon Warrior                                                                              | Hans Zimmer & Lorne Balfe                                                                      | 2:51 |
| 19  | Passing the Torch                                                                               | Hans Zimmer & Lorne Balfe                                                                      | 4:15 |
| 20  | Father and Son                                                                                  | Lorne Balfe                                                                                    | 3:00 |
| 21  | Kung Fu Fighting (Celebration Time) – Shanghai Roxi Musical Studio Choirs & Metro Voices London | Carl Douglas, Hans Zimmer & Al Clay                                                            | 2:59 |
| 22  | Try – Patrick Brasca & Jay Chou                                                                 | Patrick Brasca, Jay Chou, Vincent Fang, Celeste Syn, Hans Zimmer, Hans Chen, Josh Lo & Al Clay | 4:00 |
| 23  | Kung Fu Fighting – The Vamps                                                                    |                                                                                                | 3:05 |

## Nummers uit de film die niet op het album staan
| Titel        | Artiest         |
| ------------ | --------------- |
| I'm So Sorry | Imagine Dragons |